# Jan Philip Solovej
Jan Philip Solovej (ur. 14 czerwca 1961 w Kopenhadze) – duński matematyk, profesor Uniwersytetu Kopenhaskiego, od 2023 prezes Europejskiego Towarzystwa Matematycznego. Zajmuje się fizyką matematyczną, teorią spektralną, równaniami różniczkowymi cząstkowymi i mechaniką kwantową.

## Życiorys
W 1985 ukończył studia na Uniwersytecie Kopenhaskim. Stopień doktora uzyskał w 1989 na Uniwersytecie Princeton, promotorem doktoratu był Elliott H. Lieb. Po sześcioletnim pobycie w USA i Kanadzie (w tym czterech latach na Uniwersytecie Princeton) w 1995 wrócił do Danii i został profesorem na Uniwersytecie w Aarhus. Od 1997 jest profesorem Uniwersytetu Kopenhaskiego.
Swoje prace publikował m.in. w „Communications in Mathematical Physics”, „Journal of Statistical Physics”, „Annales Henri Poincaré”, „Communications on Pure and Applied Mathematics”, „Duke Mathematical Journal” oraz najbardziej prestiżowych czasopismach matematycznych świata: „Annals of Mathematics”, „Journal of the American Mathematical Society”, „Acta Mathematica” i „Inventiones Mathematicae”. Redaktor naczelny „Journal of Mathematical Physics”.
W 2022 roku wygłosił wykład sekcyjny na Międzynarodowym Kongresie Matematyków. Był jednym z głównych prelegentów w 1996 na European Congress of Mathematics i w 2019 na konferencji Dynamics, Equations and Applications (DEA 2019). Wygłosił wykłady plenarne na International Congress of Mathematical Physics w 1991, 2003 i 2021.
Laureat Nagrody Henriego Poincarégo z 2021, w 2012 zdobył prestiżowy ERC Advanced Grant. Członek Academia Europaea i Kongelige Danske Videnskabernes Selskab.